# The Pilgrim (álbum)
The Pilgrim es el primer álbum de estudio del cantautor estadounidense Larry Gatlin. Fue publicado en enero de 1974 a través del sello discográfico Monument Records.

## Relanzamientos
El 6 de mayo de 2014, el sello discográfico Morello Records reeditó el álbum por primera vez en CD junto con Rain / Rainbow (1974).

## Recepción de la crítica
Un escritor no especificado de Record World le otorgó el certificado de “Country Pick of the Week”, y elogió la “voz rica y poderosa” de Gatlin. Un escritor no especificado de la revista Billboard clasificó a Gatlin como “uno de los escritores más destacados de la actualidad”.

## Lista de canciones
Todas las canciones escritas y compuestas por Larry Gatlin.
Lado uno
1. «Sweet Becky Walker» – 2:59
2. «My Mind's Gone to Memphis» – 2:58
3. «Bitter They Are, Harder They Fall» – 3:33
4. «The Heart» – 3:23
5. «Try to Win a Friend» – 3:28

Lado dos
1. «It Must Have Rained in Heaven» – 3:14
2. «To Make Me Wanna Stay Home» – 3:01
3. «Light at the End of the Darkness» – 2:55
4. «Dig a Little Deeper» – 1:58
5. «Penny Annie» – 4:47

## Créditos y personal
Créditos adaptados desde las notas de álbum de The Pilgrim.
Personal técnico
- Fred Foster – productor
- Bill Justis – arreglos (1, 3–10)
- D. Bergen White – arreglos (2)
- Bill Barnes – diseño de portada
- Peggy Owens – diseño de portada
- Ken Kim – fotografía

## Posicionamiento
| Gráfica (1974)                                    | Pico de posición |
| ------------------------------------------------- | ---------------- |
| Estados Unidos (Billboard Hot Country LPs)        | 33               |
| Estados Unidos (Cash Box Top Country Albums)      | 41               |
| Estados Unidos (Record World Country Album Chart) | 24               |